# John Giannandrea
John Giannandrea es un científico de la computación escocés conocido por crear Metaweb y Freebase y por dirigir las divisiones de búsqueda e inteligencia artificial en Google antes de unir Apple Inc. como ejecutivo sénior. En diciembre de 2018, se anunció que Giannandrea fue nombrado vicepresidente sénior de Aprendizaje Automático y Estrategia de Inteligencia Artificial en Apple.
Anteriormente era Jefe de Technología de la compañía de reconocimiento de voz en Tellme Networks, lo cual era cofundador, Technologist Principal de la división de navegador web en Netscape y un ingeniero sénior en General Magic.